# MOST (人工衛星)
MOST（Microvariability and Oscillations of STars telescope）はカナダ初の宇宙望遠鏡である。また打ち上げ当時は、世界で最も小さい宇宙望遠鏡であるため、関係者は世界最大のハッブル宇宙望遠鏡をもじって“Humble”（控えめな）宇宙望遠鏡という愛称を付けている。MOSTは星震学の研究のための初の人工衛星である。

## 概要
名前が示すとおり、その主目的は、最大60日にも及ぶ長期間に渡って1つの恒星を観測することにより、その光度の変動を観測することである。大きな宇宙望遠鏡では、様々な要求からくる制約があるためにこれほど長期間に渡って単一の対象を観測し続けることは困難である。
質量は53kg、幅及び高さ65cm、奥行き30cmと、小さなタンスや大きなスーツケース程度の大きさであり、小型衛星のカテゴリに分類される。
MOSTはカナダ宇宙庁、Dynacon Enterprises Limited（現Microsat Systems Canada Inc.）、トロント大学航空工学研究所、ブリティッシュコロンビア大学によって共同で開発された。開発チームのリーダーはジェイミー・マシューズで、天体地震学のデータの観測により宇宙の年齢の解明の手助けとすること、太陽系外惑星からの可視光の痕跡を探索することを目的としていた。
MOSTは、口径15cmのマクストフ望遠鏡と2つの可視光域CCDイメージセンサから構成される。1つのCCDが画像を集め、もう1つが恒星追跡ソフトウェアの用いる画像を供給し、4つのリアクションホイールと連動して衛星の向きを1秒以内の誤差に抑える。これは、それまでのどの小型衛星よりも良い精度である。
MOSTの残りの構成部分の設計は、アマチュア衛星が先鞭を付け、イギリス企業SSTLが商用に導入した設計に基づいている。MOSTの設計の初期段階で、アマチュア衛星の設計のコアグループがMOSTの設計チームにノウハウの提供、アドバイスを行っている。これによりMOSTの開発は非常に低予算で済んだ。MOSTの設計、製作、打上げ、運用まで含めた総予算は1000万カナダドル以下である（打上げ時の相場で、約700万ユーロ、600万ドル）。
衛星はカナダ宇宙庁のSmall Payloads Programの基金が用いられ、Space Science Branchによって運営される。設計寿命は2年間である。打上げから7年の時点で、4つのリアクションホイールのうちの1つと2つのCCDドライバーボードのうちの1つに故障はあるが、軌道上でのソフトウェアの更新やハードウェアの冗長性のおかげで、2013年6月には運用10周年を迎えた（当初のミッション予定は1年間だった）。
MOSTはミッション目的を十分達成したとして、現時点で予定されている全ての観測目標を終える2014年9月9日でミッションを終了することが2014年4月30日に発表された。

なお、世界で最も小さい宇宙望遠鏡の座は、2013年2月にUniBRITE 1とTUGSAT-1(質量各7kg)が打ち上げられたことで明け渡している。

## 発見
MOSTの運用チームは多くの発見をしている。2004年には、プロキオンを32日間連続で観測した結果、振動が見つからなかったことを報告したが、これは従来の理論と食い違ったため論争になった。2006年には"slowly pulsating B supergiants" (SPBsg)という変光星の新しいクラスを発見した。それ以外の発見については、ブリティッシュコロンビア大学のMOST science pageにまとめられている。

## 観測対象
- プロキオン
- オシリス (惑星)
- HD 163899（ガイド星）